# Casey Neistat
Casey Owen Neistat ([ˈkæsɪˌˈnaɪstæt]), né le 25 mars 1981 à Gales Ferry, dans le comté de New London, dans le Connecticut, est un réalisateur, producteur de cinéma, créateur de vidéos YouTube populaires sur sa chaîne comptabilisant plus de 12 millions d'abonnés et 2,3 milliards de vues. Il est le cofondateur du réseau social Beme. Avec son frère Van, il est le créateur de la série The Neistat Brothers diffusée sur HBO. Il est le mari de Candice Pool et le père de trois enfants, Owen (qu'il a eu alors qu'il avait 17 ans), Francine et Georgie.

## Biographie

### Jeunesse
Casey est né et a été élevé à Gales Ferry, dans le comté de New London, dans le Connecticut.
Casey Neistat n'était pas un élève studieux. Il a quitté le lycée de Ledyard durant sa deuxième année à l'âge de 15 ans et n'est jamais retourné à l'école. Il n'arrivait pas à s'acclimater aux règles de l'éducation nationale, il avait de mauvaises fréquentations tout en découvrant la drogue et l'alcool. C'est au même moment que les parents de Casey ont divorcé. À la suite de nombreuses divergences avec sa mère, il décide de quitter le foyer familial.
Casey décide de s'installer chez deux amies plus âgées que lui. Une de ces deux filles, Robin Harris, est devenue la petite amie de Neistat et tombera rapidement enceinte. À 17 ans, Casey devient le père de Owen Neistat.
À partir de ses 17 ans jusqu'à ses 20 ans, ils ont vécu dans un parc à mobil-home. Robin Harris met un terme à son union avec Casey Neistat et obtient la garde d'Owen pendant une grande partie de son enfance.
Au mois de juin 2001, à 20 ans, Casey Neistat décide de suivre son rêve et de déménager dans la ville de New York dans le but de devenir réalisateur.

### Carrière
Avant de déménager à New York, Casey Neistat a travaillé en tant que plongeur et cuisinier dans le restaurant Mystic, dans le Connecticut. Sa première profession à New York était postier à vélo.

#### Les films Tom Sachs
En 2001, Casey et son frère, Van, ont commencé à travailler avec l'artiste Tom Sachs afin de réaliser une série de films à propos des sculptures de l'artiste et ses installations. Il s'agissait du premier projet fait par les frères Neistat comme un collectif.

#### iPod's Dirty Secret
Casey Neistat a obtenu pour la première fois une exposition mondiale de son travail en 2003 pour un court-métrage de trois minutes intitulé iPod's Dirty Secret, qui critique l'absence de programme de remplacement de la batterie de l'iPod d'Apple. Le film a immédiatement reçu une couverture médiatique et a eu pour effet de braquer l'attention sur les politiques de remplacement de la batterie d'Apple. Le clip vidéo débute avec un appel au support téléphonique d'Apple et une conversation entre Casey Neistat et un technicien nommé Ryan. Casey explique qu'après dix-huit mois d'utilisation, la batterie de son iPod est hors-service. Ryan conseille à Casey Neistat d'acheter un autre iPod car les frais de remplacement de la batterie coûteraient trop cher. Les frères Neistat ont donc commencé une campagne de sensibilisation afin d'informer les consommateurs à propos des batteries. En utilisant un pochoir dévoilant les mots : « La batterie irremplaçable de l'iPod ne dure que 18 mois », ils ont peint cet avertissement sur les publicités d'iPod dans les rues de Manhattan.
Le film a été posté sur Internet le 20 septembre 2003 et a été vu plus d'un million de fois en moins de six jours. Le film a rapidement attiré l'attention des médias et la controverse fut couverte mondialement par cent trente sources, incluant Le Washington Post, Rolling Stone Magazine, Fox News, CBS News et BBC News. Le film a été qualifié de « merveilleusement renégat » par le Washington Post.
Le 14 novembre 2003, Apple a officiellement annoncé une politique de remplacement de la batterie, et a proposé à partir du 21 novembre la prise en charge des iPods par la garantie étendue AppleCare.

#### Science Experiments
En 2004, Casey et son frère ont créé une série de films intitulés Science Experiments. Cette série de quinze minutes a représenté un certain nombre de courts-métrages documentant des expériences diverses. La série a été incluse dans le vingt-sixième numéro du bisannuel Sao Paulo à São Paulo au Brésil. La production a gagné en notoriété et a été représentée dans le Creative Time's 59th Minute program, montrant un extrait d'une minute du film des Neistat toutes les cinquante-neuf minutes sur l'Astrovision Panasonic de Time Square.

#### YouTube
Casey Neistat possède une chaine YouTube qui totalise aujourd'hui plus de 12 millions d'abonnés. Certaines vidéos comme celles de la visite de Tropical Islands en Allemagne ou sa publicité pour Nike pour laquelle il a effectué le tour du monde ont chacune plus de 19 millions de vues.
La véritable explosion de la popularité de sa chaîne commence le 26 mars 2015 avec le poste de son premier vlog à Saint Barthélémy. Depuis ce jour, il poste une vidéo par jour (ou presque). Dans ses propres termes, il exprime son désir de réaliser plus de films, mais ses autres activités l'en empêchent : il s'impose alors de créer un film tous les jours. Il dit que le fait de devoir créer une vidéo avec du contenu intéressant chaque jour le force à faire quelque chose de créatif chaque jour.
Ses vlogs se caractérisent par leur certaine qualité (utilisation de time-lapse, puis de drones, ouvertures de colis), ce qui apporte une valeur ajoutée aux vlogs alors classiques de la plateforme. En à peine un an et demi, il passe de 500 000 abonnés à plus de 5 millions d'abonnés.
Le 19 novembre 2016, après 710 épisodes de vlog en un an et demi, Neistat annonce qu'il va arrêter de poster une vidéo par jour. Néanmoins, il n'arrête pas d'être un réalisateur, mais « il met fin à cette expérience ». Il explique dans sa dernière vidéo de vlog intitulée I'm ending the vlog la raison de cet arrêt : le vlog devenait trop facile, et une routine s'installait. L'objectif premier (créer quelque chose d'intéressant, et booster sa créativité) commençait à disparaître. Il affirme que pour avancer dans sa vie, il doit passer à autre chose. Cependant, il continuera à poster du contenu sur YouTube des projets plus réfléchis, qui demandent un temps de production plus important.
Le 27 mars 2017, il annonce dans sa vidéo THE VLOG IS BACK qu'il va recommencer à faire des « daily vlogs » ou vlog quotidiens, le premier Vlog se déroulant à Miami.

#### Beme

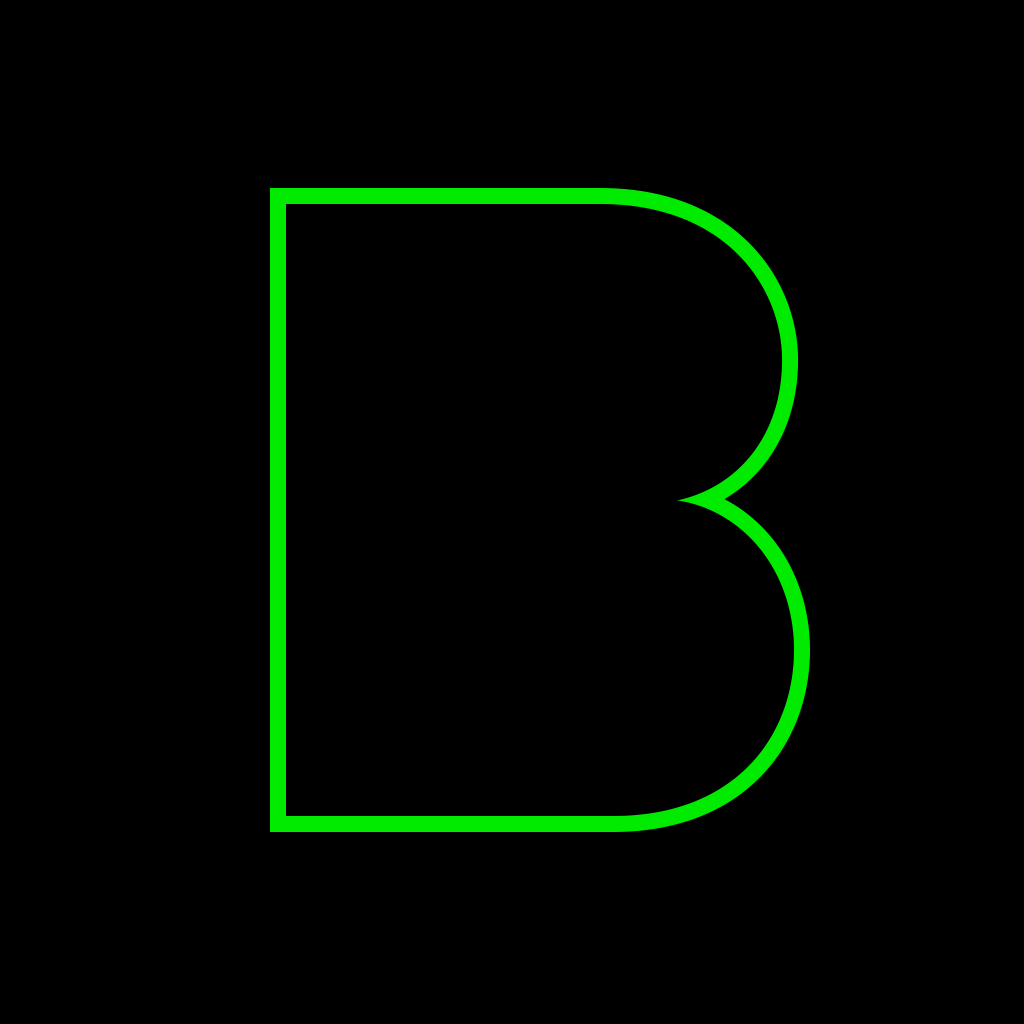
Logo de Beme

Dans son Vlog du 8 juillet 2015, Casey Neistat annonce qu'il travaille avec Matt Hackett sur une nouvelle application de partage vidéo : Beme. Elle est conçue pour offrir une nouvelle expérience utilisateur de partage vidéo. L'utilisateur peut envoyer des vidéos de 4 secondes, qu'il ne peut pas éditer. Elles sont partagées en temps réel avec les abonnés de cet utilisateur, qui ont la possibilité de répondre avec une « réaction » à cette petite vidéo.
La première version de l'application est sortie le 17 juillet 2015. En 8 jours, les utilisateurs de Beme partagent 1,1 million de vidéos, et ont envoyé 2,4 millions de « réactions ».
Le 28 novembre 2016, la chaine américaine CNN annonce qu'elle rachète Beme, pour 25 millions de dollars. Le 29 novembre, Matt Hackett, le cofondateur annonce par mail aux utilisateurs que le service s'arrêtera le 31 juillet 2017. Le 30 novembre, Neistat poste une vidéo sur YouTube expliquant pourquoi Beme a été vendu et quelle sera la suite pour toute son équipe.

#### 368
Dans une vidéo du 5 avril 2018, Casey Neistat annonce la création d'une nouvelle startup appelée 368. Il inaugure une nouvelle série de « daily vlogs » afin d'informer sa communauté de l'évolution des travaux.
368, comme l'explique Casey dans sa vidéo, est destinée à devenir un espace où les créateurs se rassemblent pour collaborer sur des projets. L'entreprise, hébergée au 368 Broadway, est encore en construction mais Casey Neistat souhaite déjà en faire un espace comprenant un studio d'enregistrement, une salle de montage et autres.
Le 12 avril 2018, Jack Conte, fondateur de Patreon annonce une future collaboration dans le cadre de 368.

#### Autres
En mars 2017, Juanpa Zurita, Chakabars, Jérôme Jarre, Casey Neistat et Ben Stiller lancent une campagne visant à recueillir des dons contre la famine en Somalie. L'action, baptisée Love Army For Somalia, a réussi en seulement quelques jours à lever 1,8 million de dollars afin d'acheter de la nourriture. En mai de la même année, un des avions prêtés par Turkish Airlines, a aidé à distribuer les tonnes de nourriture achetées pour les habitants.

## 368 Broadway
Casey Neistat réalise la majorité de ses films dans son studio localisé au premier étage du numéro 368 à Broadway dans la ville de New York. Dans le premier épisode de la série The Neistat Brothers, Casey présente ce local comme le lieu où lui et son frère Van créeront le contenu de leurs série.
Quand la personne qui vivait à côté de leur studio leur a annoncé qu'elle quittait l'immeuble, les frères Neistat ont immédiatement acquis cet espace et ont abattu la cloison séparant les deux studios, doublant ainsi la superficie de l'atelier.
Aujourd'hui, Casey Neistat se sert de ce studio pour réaliser ses vidéos sur YouTube. C'est là qu'il entrepose ses caméras, ses micros et ses ordinateurs. Il garde même les appareils qu'il a cassé, détruit et/ou réparé avec des étiquettes pour s'y retrouver. Le studio de Neistat au 368 Broadway est aussi un mémorial à sa carrière, Neistat y entrepose les vestiges de sa carrière de producteur et de réalisateur : trophées, affiches, lettres.
Casey Neistat accepte de recevoir des colis de la part de ses fans au 368 Broadway, il met en scène le déballage de ces colis dans une séquence de ses vlogs intitulé Mail Time.
Le 24 mars 2017, le youtubeur américain Marques Brownlee diffuse une vidéo dans laquelle il présente en profondeur le studio de Neistat. Marques Brownlee explique que le studio est un « chaos organisé ».
Casey Neistat achète le rez-de-chaussée du 368 Broadway et y installe les locaux de sa société, Beme qui sera racheté par CNN puis fermé car ne fonctionnant pas assez bien.
Aujourd'hui, le studio est également utilisé pour l'entreprise collaborative de créateurs appelée 368 car situé au 368 Broadway.

## Cinéma et télévision

### Séries sur HBO
En juillet 2008, Home Box Office, HBO, a acheté une série télévisée de huit épisodes, The Neistat Brothers, pour une somme de presque deux millions de dollars. La série a été créée par Casey Neistat, Van Neistat, Mason Daugherty et Tom Scott. La productrice de cinéma indépendante Christine Vachon a servi en tant que conseillère de production. Écrite et réalisé par Casey et Van Neistat, la série est autobiographique et vécue à la première personne. Chacun des huit épisodes sont constitués de petites histoires à propos de la vie des deux frères Neistat. La série a fait son avant-première le 4 juin 2010 à minuit sur HBO.
Le Hollywood Reporter a annoncé que « Les frères Neistat sont au cinéma ce que Dr Seuss est à la littérature ». Hank Stuever a écrit dans le Washington post que « Les frères Neistat exhibent un enthousiasme pour la vie que l'on ne peut s'empêcher d'aimer ». Néanmoins, le travail des frères Neistat a tout de même déplu à certains. Le blog The Zeitgeisty Report a qualifié la série comme étant « mièvre, très hipster, un bordel prétentieux » et en a été même à suggérer que c'était « le show le plus irritant de l'histoire d'HBO. »

## Filmographie
- 2020 : Project Power d'Ariel Schulman et Henry Joost